# Торбали
Торбали или Торбаликьой (местното произношение е с редукция – Турбали, на гръцки: Πυλαία, Пилеа, на турски: Torbalı или Torbalıköy) е село в Гърция, дем Дедеагач, област Източна Македония и Тракия.

## География
Селото е разположено на 6 километра северозападно от град Фере.

## История
В „Етнография на вилаетите Адрианопол, Монастир и Салоника“, издадена в Константинопол в 1878 година и отразяваща статистиката на населението от 1873 Торбалик (Torbalik) е посочено като село със 150 домакинства и 698 жители българи.
При избухването на Балканската война през 1912 година двама души от селото са доброволци в Македоно-одринското опълчение.
Според статистиката на професор Любомир Милетич в 1912 година в Турбали има 135 екзархийски български семейства.
След Междусъюзническата война по Цариградския договор остава в България. След загубата на Първата световна война от България Ньойският договор предава Западна Тракия с Торбали под управление на Антантата, а в 1920 година областта е предадена на Гърция.

## Личности
Родени в Торбали
- Киро Грудев (1882 – 1913), македоно-одрински опълченец, готвач, Нестроева рота на 10 прилепска дружина, безследно изчезнал на 1 май 1913[4]
- Михо Русев (1890 – ?), македоно-одрински опълченец, 1 рота на 5 одринска дружина, безследно изчезнал на 1 май 1913[5]